# 자오먼 동역

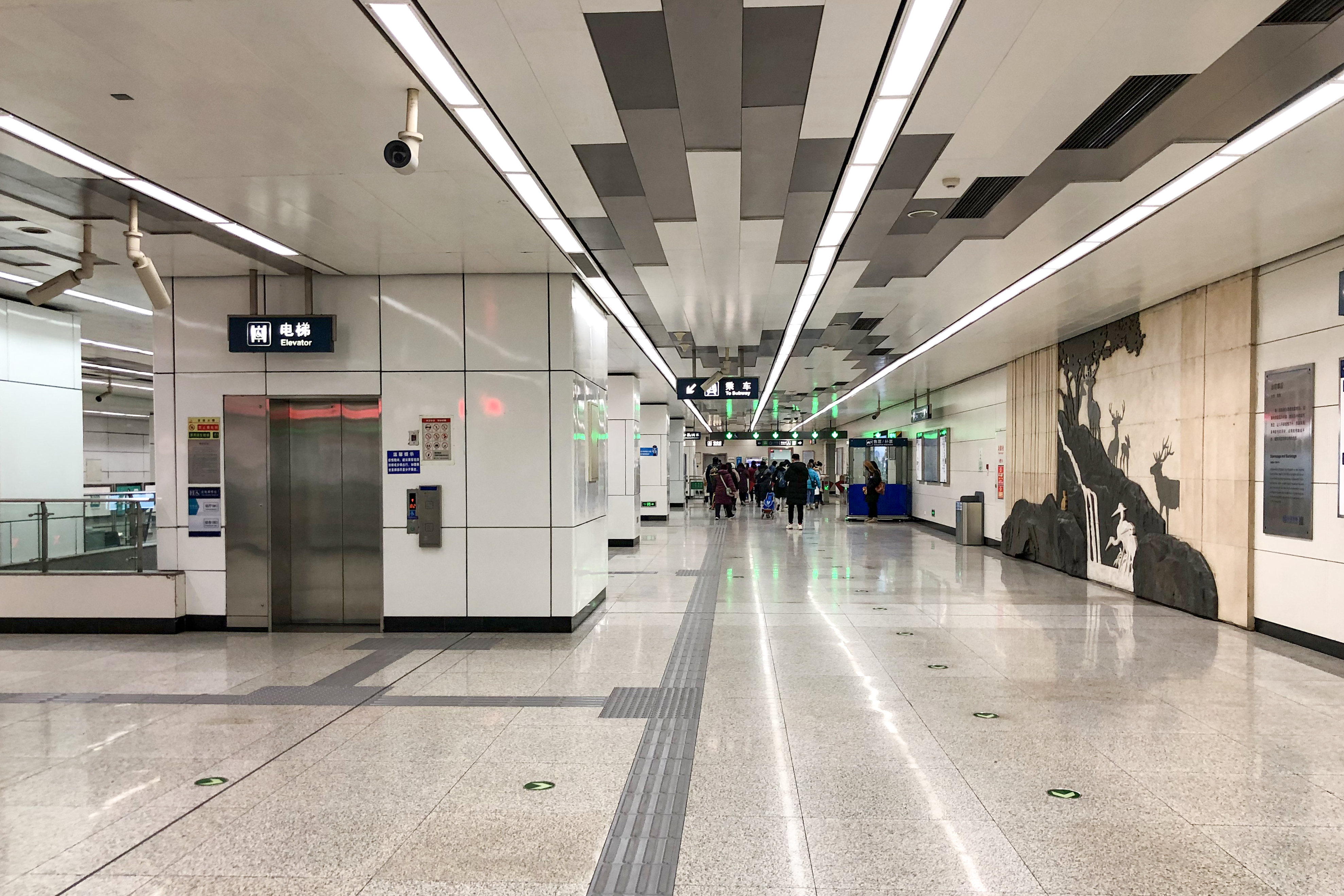
자오먼 동역 대합실 (2021년 1월)

자오먼 동역(중국어: 角门东站)은 중국 베이징시 펑타이구 다훙먼 가도, 시뤄위안 가도 경계의 자오먼로와 마자바오 동로의 교차로에 위치한 베이징 지하철 10호선의 지하역이다. 10호선 2단계는 2012년 12월 30일 개통되었으나, 자오먼 동역 등 일부 역은 사정상 동시 개장되지 않았다가 2013년 5월 5일에 10호선 2단계 잔여 구간과 함께 개장되었다.

## 위치
자오먼 동역은 자오먼로-린훙로(동서방향)과 마자바오 동로(남북방향)의 교차로에서 동서로 배치되어 있다.

## 역 구조
자오먼 동역은 지하 2층 역이다. 역의 공사 총연장은 205.9 m이다. 출입구는 3개 설치되어 있다. 또 역 서쪽에는 인타이 백화점(银泰百货) 다훙먼점 지하 1층으로 통하는 번호 없는 출입구가 있다.
| 지면층          | 가도                              | A-D출구                                                                   |
| 지하 1층 대합실 | 대합실                            | 고객 서비스 센터, 자동 매표기, 출입 게이트, 인타이 백화점 다훙먼점 출입구 |
| 지하 2층 승강장 | ←                                 | ■ 10호선 내선순환 (자오먼 서)                                             |
| 지하 2층 승강장 | 섬식 승강장, 오른쪽 출입문이 열림 |                                                                           |
| 지하 2층 승강장 | →                                 | ■ 10호선 외선순환 (다훙먼)                                                |

## 출구
|                         |                           |           |      |             |
| 출구                    | 지시                      | 출구 인근 | 사진 | 무장애 시설 |
| 出口 · A                | 마자바오 동로(马家堡东路) |           |      | 빈칸        |
| 出口 · B                | 린훙로(临泓路)            |           |      | 빈칸        |
| 出口 · C                | 린훙로(临泓路)            |           |      |             |
| 出口 · D · 1            | 자오먼로(角门路)          |           |      | 빈칸        |
| 出口 · D · 2            | 자오먼로(角门路)          |           |      | 빈칸        |
| 아이콘 설명: 엘리베이터 |                           |           |      |             |